# Chelátový efekt
Chelátový efekt popisuje zvýšenou stabilitu komplexních sloučenin obsahujících jeden či více chelátových kruhů. Takové komplexy jsou tvořeny zejména polydentátními ligandy. Pro srovnání uvažujme např. následující nikl-aminové komplexy.

| reaktanty    | produkt      | log β |
| Ni2+ + 2 NH3 | [Ni(NH3)2]2+ | 5,00  |
| Ni2+ + 4 NH3 | [Ni(NH3)4]2+ | 7,87  |
| Ni2+ + 6 NH3 | [Ni(NH3)6]2+ | 8,61  |
| Ni2+ + en    | [Ni(en)]2+   | 7,51  |
| Ni2+ + 2 en  | [Ni(en)2]2+  | 13,86 |
| Ni2+ + 3 en  | [Ni(en)3]2+  | 18,28 |

Tvorba chelátových kruhů má tudíž značný stabilizační vliv, který vzrůstá s počtem kruhů. V uvedeném příkladu je však navíc doprovázen tvorbou silnějších vazeb Ni-N alifatickým aminem. Rovněž bylo zjištěno, že nejvyšší stabilizační efekt vykazují pěti- a šestičlenné chelátové kruhy.
K objasnění chelátového efektu je třeba uvědomit si, že se velikost konstanty stability odvíjí od velikosti volné energie reakce. Pro její výpočet platí vztah ΔF0 = ΔH0 - TΔS0.
Zvýšení rovnovážné konstanty lze tedy dosáhnout buď dosažením zápornější změny entalpie nebo kladnější hodnoty změny entropie, neboť platí zároveň vztah ΔF0 = -RT lnK, tedy čím zápornější je změna volné energie (čím více energie se uvolní), tím větší je konstanta stability. Změna entalpie (ΔH) se při tvorbě chelátových komplexů nijak neliší od nechelátových. Naopak změna entropie (ΔS) stoupá s počtem volných molekul uvolněných při reakci. Uvážíme-li, že kovové ionty se ve vodných roztocích nachází ve formě aquakomplexů, pak nově příchozí ligandy z těchto komplexů vytěsňují molekuly H2O. Pro všechny monodentální ligandy platí, že jedna molekula ligandu vytěsní právě jednu molekulu H2O. Jedna molekula bidentálního ligandu pak vytěsní molekuly dvě. V případě sedmi- a vícečlenných kruhů pak lze s velkou pravděpodobností  očekávat, že se druhý konec ligandu (jeho druhý donorový atom) dostane do velké vzdálenosti vzhledem ke kovovému iontu, takže se bude vázat na jiný kovový iont a chelátový kruh tak vůbec nebude vytvořen.